# Älvdalen
Se även Älvdalen, Värmland och Älvdalen, bosättningsområde i Karleby stad

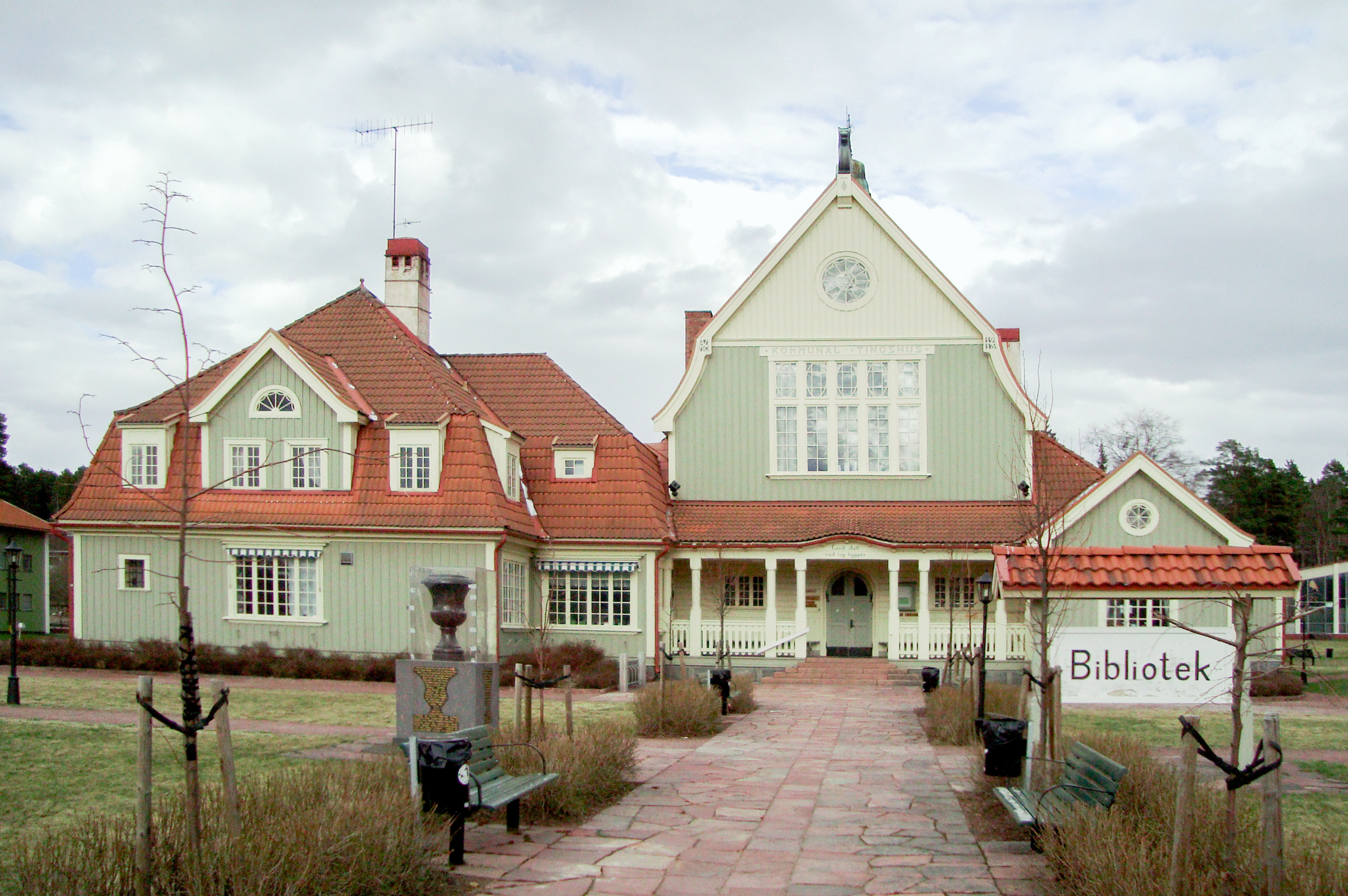
Älvdalens bibliotek i gamla tingshuset.

Älvdalen (Övdaln, Tjyörtjbynn på älvdalska), är en tätort i Dalarna och centralort i Älvdalens kommun samt kyrkby i Älvdalens socken, belägen vid Österdalälven. I Älvdalen talas lokalmålet älvdalska.

## Kulturhistoria

### Befolkningsutveckling
| Befolkningsutvecklingen i Älvdalen 1960–2020 | Befolkningsutvecklingen i Älvdalen 1960–2020 | Befolkningsutvecklingen i Älvdalen 1960–2020 | Befolkningsutvecklingen i Älvdalen 1960–2020 | Befolkningsutvecklingen i Älvdalen 1960–2020 |
| -------------------------------------------- | -------------------------------------------- | -------------------------------------------- | -------------------------------------------- | -------------------------------------------- |
|                                              |                                              |                                              |                                              |                                              |
| År                                           |                                              |                                              | Folkmängd                                    | Areal (ha)                                   |
| 1960                                         | 1960                                         |                                              | 1 771                                        |                                              |
| 1965                                         | 1965                                         |                                              | 1 675                                        |                                              |
| 1970                                         | 1970                                         |                                              | 1 691                                        |                                              |
| 1975                                         | 1975                                         |                                              | 1 697                                        |                                              |
| 1980                                         | 1980                                         |                                              | 1 868                                        |                                              |
| 1990                                         | 1990                                         |                                              | 2 032                                        | 270                                          |
| 1995                                         | 1995                                         |                                              | 1 980                                        | 298                                          |
| 2000                                         | 2000                                         |                                              | 1 858                                        | 299                                          |
| 2005                                         | 2005                                         |                                              | 1 812                                        | 299                                          |
| 2010                                         | 2010                                         |                                              | 1 810                                        | 302                                          |
| 2015                                         | 2015                                         |                                              | 1 863                                        | 337                                          |
| 2020                                         | 2020                                         |                                              | 1 912                                        | 338                                          |
|                                              |                                              |                                              |                                              |                                              |

### Näringsliv
Här finns industrier som:
- Instrumenttillverkarens Hagströms hemort.
- 1997-1998 tillverkades sportbilen Ginetta G34 här.
- Stenindustri med bearbetning av Älvdalsporfyr.
- Pressmaster ett företag inom verktyg för kontaktpressning.
- Rindi pelletsfabrik.
- Siljan, Blybergssågen Sågverk
- Icell, fabrik för högkvalitativ och miljövänlig cellulosaisolering.

#### Handel
I Älvdalen finns en Ica-butik (Olssons) och en Coop-butik. Coop-butiken var tidigare en Domus som drevs av den lokala konsumentföreningen Konsum Norra Dalarna med huvudkontor i Älvdalen. Mot slutet av 2000-talets första decennium blev Domus en Coop Konsum-butik. Den 1 november 2015 uppgick Konsum Norra Dalarna i Coop Mitt. Vid övertagandet hade föreningen butiker i Älvdalen, Särna och Idre och runt 3700 medlemmar.

#### Bankväsende
Bankaktiebolaget Stockholm-Öfre Norrland öppnade ett kontor i Älvdalen i mars 1899. År 1906 öppnade även Kopparbergs enskilda bank ett kontor i Älvdalen. Dessa banker uppgick senare i Svenska Handelsbanken och Göteborgs bank. Handelsbanken lämnade Älvdalen den 31 maj 1968. Älvdalen hade även ett sparbankskontor tillhörande Kopparbergs läns sparbank.
Nordea stängde sitt kontor i februari 2016. År 2019 stängde även Swedbank. Då hade Handelsbanken återkommit till orten genom nyöppnande i mars 2014. Handelsbanken stängde dock åter under våren 2021.

#### Media
Mora Tidning etablerade en lokalredaktion i Älvdalen år 1959, på Dalgatan 120. I augusti 2013 lades lokalredaktionen ner. År 2020 återkom den lokala bevakningen när både Mora Tidning/Dalarnas Tidningar och Siljan News etablerade sig på orten.

### Personer med anknytning till Älvdalen

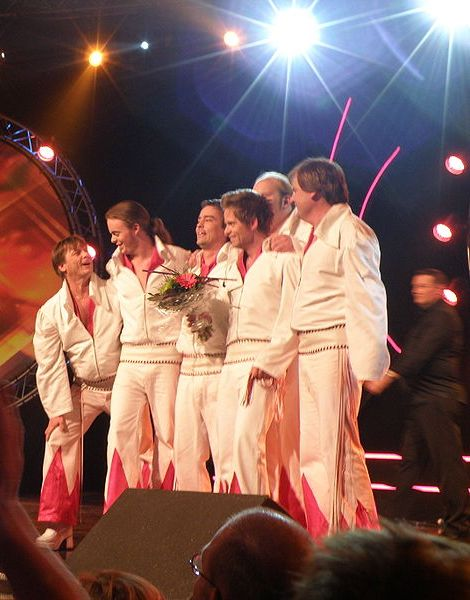
Larz-Kristerz.

- Albin Hagström
- Anders Björkelid
- Daniel Buskovius
- Erik Hagström
- Fritz Crona
- Gyris Anders Andersson
- Hillevi Martinpelto
- Hillevi Rombin
- Jan Gabrielsson
- Karl-Erik Hagström
- Kerstin Forslund
- Larz-Kristerz
- Lena Willemark
- Lisa Hugoson
- Lotten Sjödén
- Maria Rydqvist
- Prinsessan Sofia (Sofia Hellqvist)
- Rolf Rämgård
- Stefan Nykvist
- Ulrika Andersson

### Kyrkhärbret
Kyrkhärbret i Älvdalen är ett timmerhus vid prästgården söder om Älvdalens kyrka, som är dendrokronologiskt daterat till år 1285.
Kyrkhärbret var Sveriges äldsta daterade profana träbyggnad till 2008, då tiondeboden i Ingatorp i Småland visade sig vara ett halvsekel äldre. Sedermera har även eldhuset på Zorns gammelgård kunnat dateras (1237), varvid Kyrkhärbret i Älvdalen numera är den tredje äldsta bevarade och daterade "profana" timmerbyggnaden i Sverige och den näst äldsta i Dalarna. I härbret förvarades tiondet från församlingen.

### Världens största armborst
Världens största armborst finns i Älvdalen. Vid södra infarten till Älvdalens kyrkby står det och pekar mot skyn, 12 m hög och 5 ton tung.
Armborstet finns med i Älvdalens kommunvapen. Kommunvapnet var tidigare Älvdalens sockenvapen. Vid kommunsammanslagningen Älvdalen, Särna och Idre 1971 blev det kommunens symbol på brevpapper, visitkort och handlingar. Vapnet registrerades den 17 maj 1991 som kommunvapen.

"I fält av silver ett rött treberg, belagt med ett armborst av silver, och däröver en av en vågskura bildad blå ginstam, belagd med en lie av silver." Så beskrivs Älvdalens Kommunvapen

### Rots Skans
Rots Skans är Älvdalens hembygdsgård. Skansen är en befästningsanläggning uppförd år 1677 under Karl XI:s regeringstid till skydd mot överfall från Norge, som då lydde under dansk värjo. Från befästningen finns idag vallarna och brunnen kvar.
Elfdalens Hembygdsförening bildades år 1911 med uppgift att bevara den gamla kulturen till eftervärlden. År 1913 började föreningen bygga upp ett hembygdsmuseum, som idag består av ett 20-tal hus innanför vallarna på Rots Skans. Miljöerna visar bebyggelse, boendeformer och hantverk från sen medeltid och fram till sekelskiftet år 1900. Omkring 8.000 föremål ingår i samlingarna, som också omfattar foton, film och ljudband.

### Buskoviusstenen
Efter vägen mellan Älvdalen och Särna passerar man strax söder om Bunkris en stenstod på vänster sida.
Stenen är uppsatt till minne av den präst i Älvdalen, Daniel Buskovius, som 1644 ledde ett bondetåg i avsikt att inta Särna, som då var norskt. Inte en blodsdroppe spilldes under övertagandet. Särna och Idre har sedan dess hört till Sverige.
På stenen står texten: "Här talade enligt sägnen älvdalskaplanen Daniel Buskovius till sitt manskap vid tåget mot Särna som intogs 1 mars 1644. Till minne restes stenen 1925."

### Älvdalska
Älvdalskan talas idag[när?] av uppemot tretusen personer, framför allt i Älvdalens socken. Denna språkliga varietet har traditionellt räknats som en svensk dialekt. Idag betraktas den av många som ett eget nordiskt språk.

## Galleri

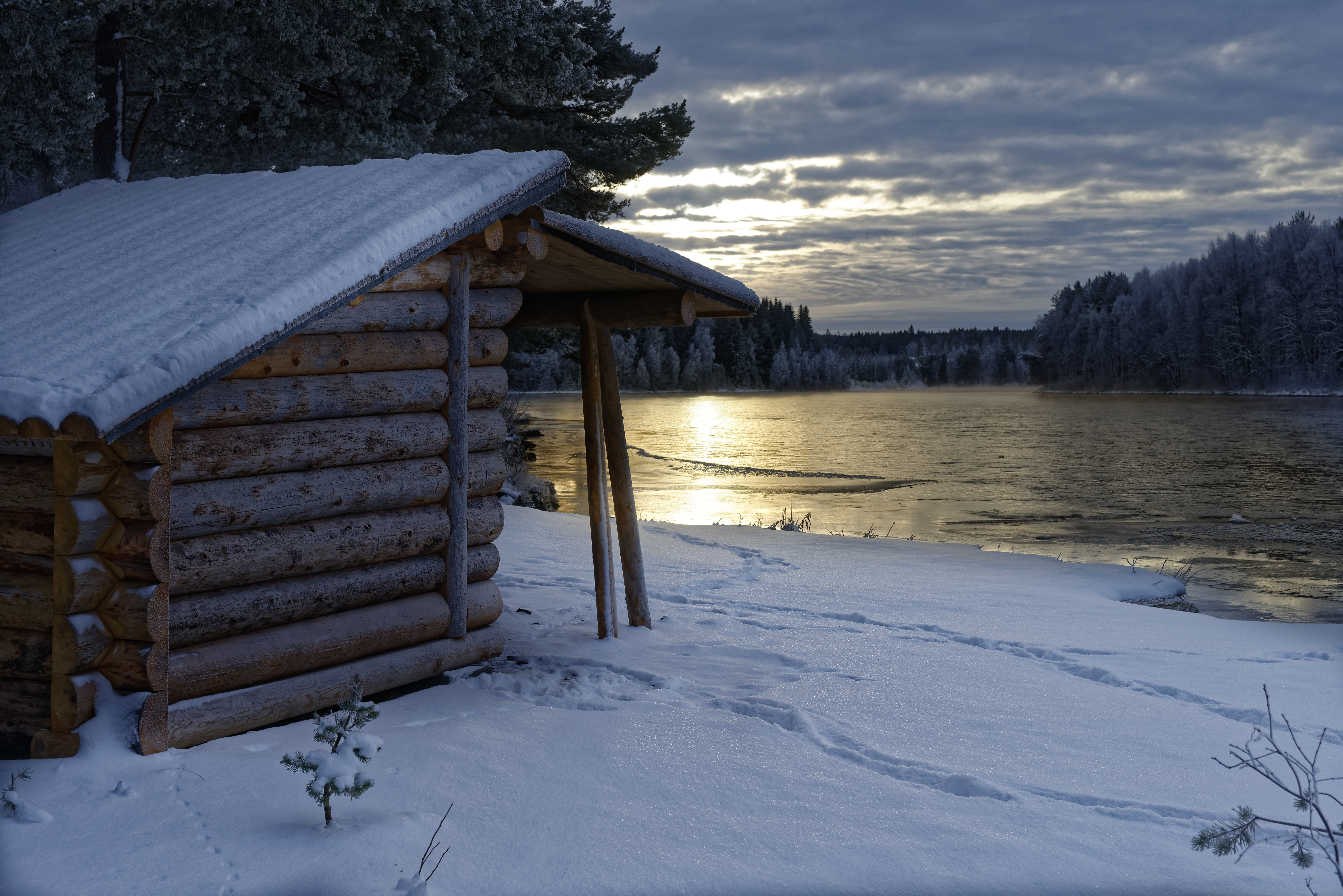
Grillplats vid Älvdalens Camping
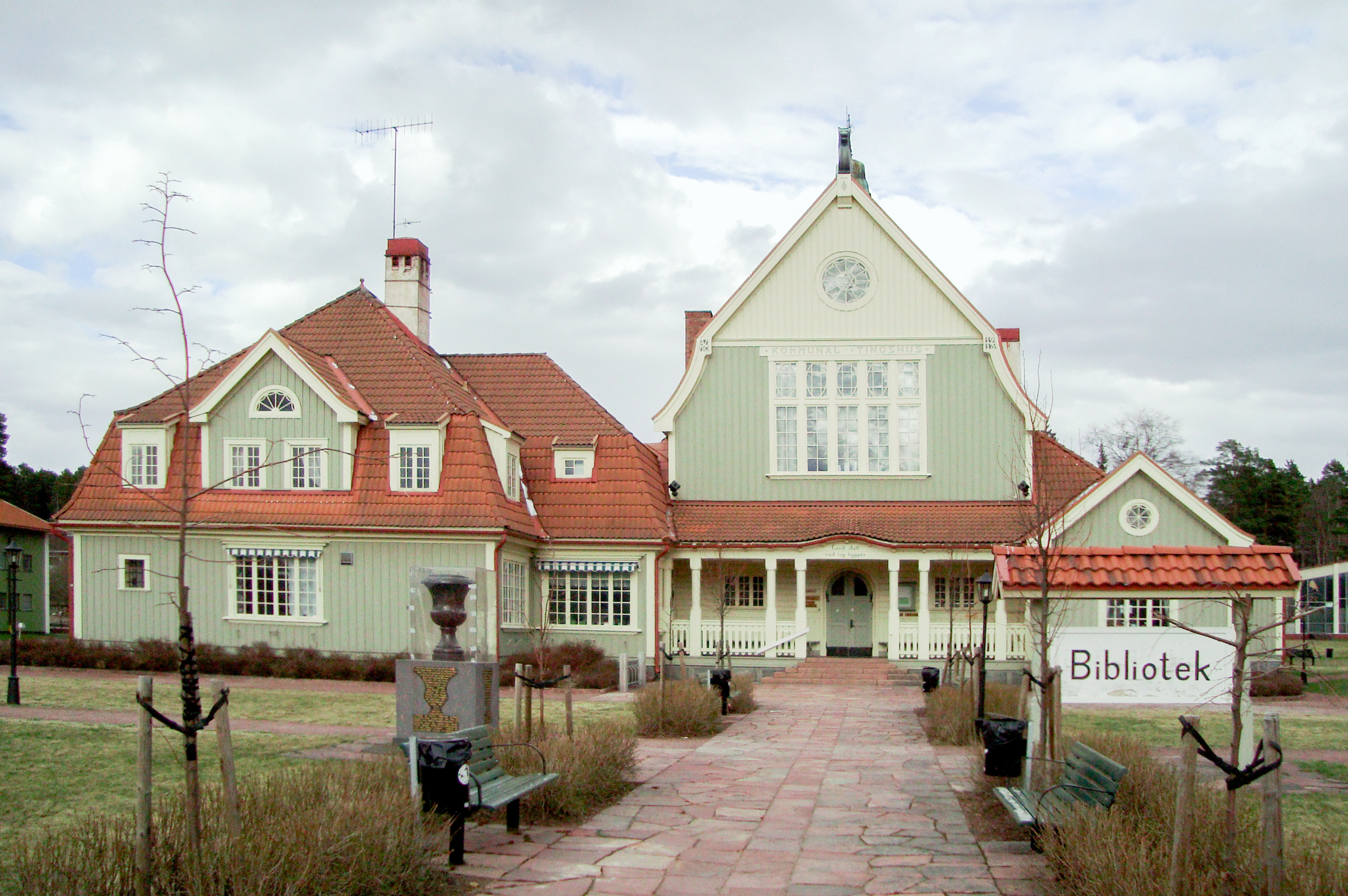
Älvdalens Bibliotek
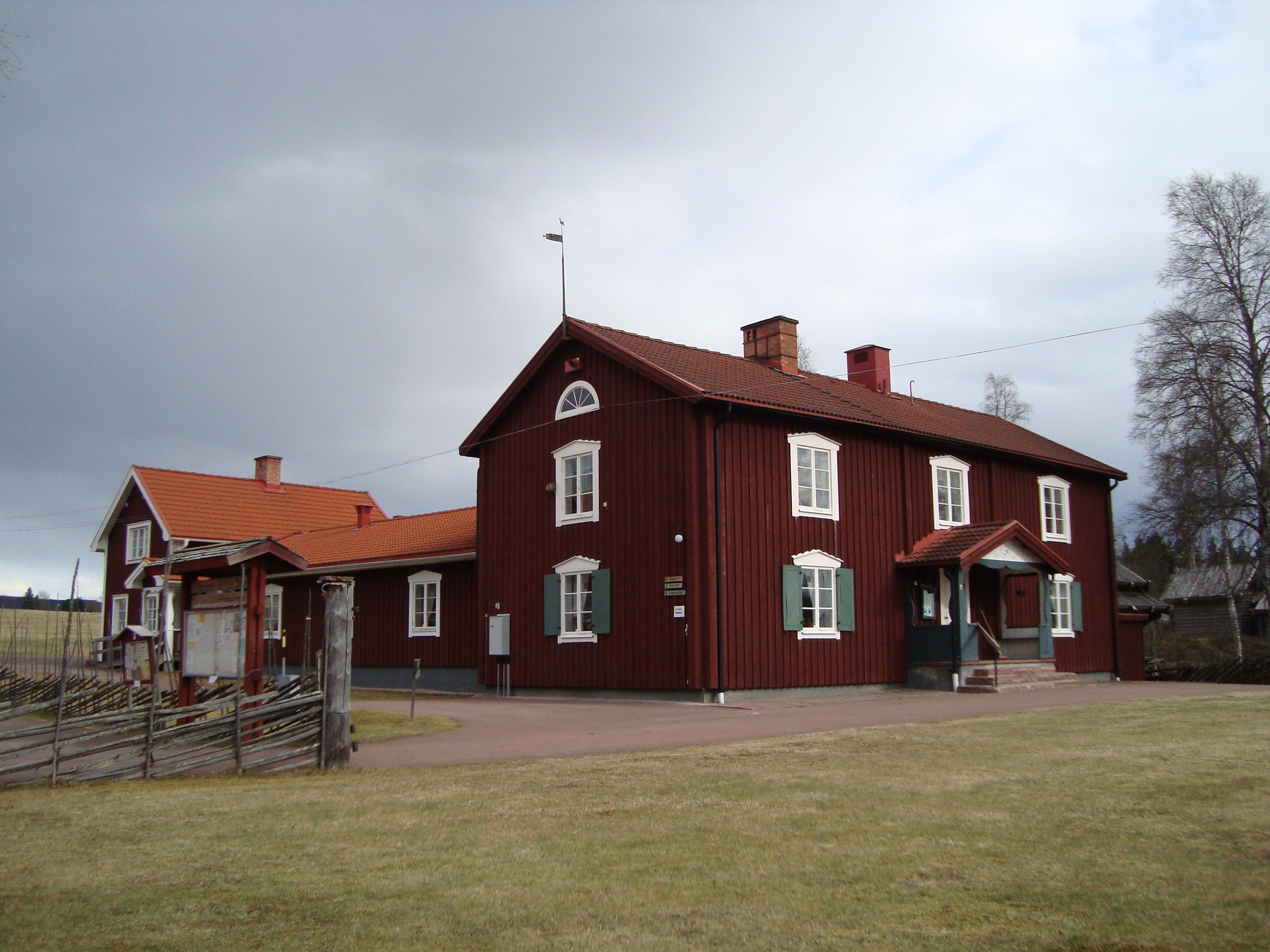
Rots Skans "Huvudbyggnaden"